# ポーラ・レゴ
マリア・ポーラ・フィゲロア・レゴ GCSE（Maria Paula Figueiroa Rego, 1935年1月26日 - 2022年6月8日）は、ポルトガルの画家、イラストレーター、版画家。パウラ・レゴとも表記される。正しい発音は['paulɐ 'ʁegu]である。

## 経歴
レゴはリスボンの裕福な家に生まれた。当時のポルトガルはサラザール政権下で、そのことはレゴの描く悪意ある威圧的なキャラクターに影響を及ぼした。レゴはカルカベロスのSt Julian's Schoolで学んだ後、イギリスのスレイド美術学校に入り、そこで知り合った画家ヴィクター・ウィリング（Victor Willing）と結婚した。当初2人は生活をポルトガルとイギリスとに振り分けていたが、1975年にイギリスに永住することにした。しかし1988年、ウィリングが数年間多発性硬化症で闘病した末、亡くなってしまった。彫刻家のロン・ミュエクは義理の息子で、彼の作品はレゴの影響を受けている。レゴは、1989年にはターナー賞の候補に選ばれ、2005年6月にはオックスフォード大学から名誉文学博士号を授与された。

## 作品
1960〜70年代のレゴの初期作品はネオ・ダダイスム、つまり型にはまらないものだった。コラージュや絵画のミクスドメディアで、後のレゴの作品に欠かせない、子供が描いたようなフェティシュでトラウマになりそうな表現をいじくりまわしていた。レゴはロンドン・グループ（en:London Group）の一員になって、デイヴィッド・ホックニーやR・B・キタイといった仲間の美術家たちとともに展覧会を開いた。レゴはイラスト的でより形象的なスタイルに進化していった。それはフランシス・ベーコンやルシアン・フロイドと関連づけられるが、実はビアトリクス・ポターの本や童話の強い影響を受けていた。
レゴの作品はしばしば童話的なイメージの中に意地の悪い鋭さを与え、悪意ある支配・自然の秩序の破滅を強調している。レゴは論争の的となる社会的現実を扱っている。たとえば、現在ケンダルのアボット・ホール美術館が所蔵する、代表作『トリプティク』（1998年）は妊娠中絶をテーマにしたものである。レゴのスタイルはよく漫画イラストと比較される。実際、漫画のように、動物たちが人間の役を演じていたりする。後の作品になるとスタイルはよりリアルなものに変わるが、動物へのこだわりはなおも続き、その一例が、1990年代の、さまざまな犬のポーズ（四つん這い、月に吼える、などなど）をとった女性たちを描いたパステル画『ドッグ・ウーマン』シリーズである。
さらにレゴは肖像画も描いていて、ロンドンのナショナル・ポートレート・ギャラリーにあるジャーメイン・グリアの肖像の他に、ジョルジェ・サンパイオ大統領の公式肖像画も描いている。